# Filip Vejdělek
Filip Vejdělek (* 25. listopadu 1998 Jablonec nad Nisou) je český sáňkař. Závodí v disciplíně saně - dvojice. Je členem klubu Saně Smržovka a jeho trenérem je Richard Nitsche.

## Sportovní kariéra
Jezdí ve dvojici se Zdeňkem Pěkným, od sezóny 2018/2019 se spolu pravidelně účastní závodů Světového poháru, kde poslední 2 sezóny obsadili 23., resp. 24. místo v celkovém hodnocení SP. K jeho dosavadním největším úspěchům patří 18. místo v závodě dvojic a 9. místo v závodě štafet na MS v ruském Soči v roce 2020. V únoru 2022 reprezentoval Česko na OH v Pekingu.